# Муфта упругая втулочно-пальцевая
Муфта упругая втулочно-пальцевая (МУВП) — упругая муфта, для компенсации динамических нагрузок.
Состоит из двух полумуфт, неподвижно закреплённых в одной полумуфте пальцев, на которых размещены резиновые втулки, через которые пальцы взаимодействуют с другой полумуфтой.

## Конструкция муфты

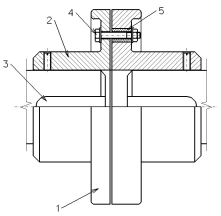
Конструкция втулочно-пальцевой муфты

Ведущая и ведомая полумуфты в виде круглых дисков (1), которые своими ступицами (2) установлены на концах валов с использованием шпоночного соединения (3). Оба диска соединены болтами (4). В одном из дисков между болтом и отверстием вложены резиновые втулки (5). Резиновые втулки могут сглаживать вибрации и колебания, которые возникают на приводном валу и в некоторой степени компенсировать динамические нагрузки во время запуска и торможения.

## Характеристики муфты
Упругость муфты обеспечивается за счёт резиновых втулок, которые для большей податливости могут иметь гофры, и способны деформироваться при передаче муфтой крутящего момента Mр. МУВП допускает смещения валов:
- осевое Δ0 = (1…5)мм;
- радиальное Δr =(0,2…0,5)мм;
- угловое Δα = (0,5…1,0)°.

Однако, смещения Δr и Δα увеличивают износ упругих элементов и неравномерность распределения нагрузки между пальцами муфты. Кроме того, такие смещения дополнительно нагружают валы в радиальном направлении. Преимуществами МУВП является простота конструкции и заменяемых упругих элементов, малые габаритные размеры и масса.
МУВП стандартизованы (ГОСТ 21424-93) для валов диаметром d = (10…160)мм и крутящих моментов Mр = (6,3-16000 Η•м).
Полумуфты изготовляют из серого чугуна СЧ 20, стали 30 или 35Л. Материал пальцев — сталь 45, а втулок — резина с пределом прочности на растяжение не менее чем 8 МПа.
Пример условного обозначения муфты упругой втулочно-пальцевой с номинальным крутящим моментом 250 Н•м диаметром посадочного отверстия d = 40 мм, исполнения 1 (цилиндрический конец вала), климатического исполнения У и категории размещения 3:
Муфта упругая втулочно-пальцевая 250-40-1 У3 ГОСТ 21424-93

## Расчёт муфт
Работоспособность МУВП определяется прочностью пальцев и резиновых втулок. Проверочный расчёт резиновых втулок выполняют по условиям ограничения давления на поверхности их контакта с пальцами, а самих пальцев — по условиям прочности на изгиб.
Нагрузку, приходящуюся на один палец, определяют по формуле
Fп = 2Mр/(D•z),
где D — диаметр окружности, по которой расположены пальцы;
z — количество пальцев в муфте (обычно принимают z = 4…8).
Условие прочности втулок муфты:
p = Fп /(dп•lв) ≤ [p].
Условие прочности пальцев на изгиб:
σ = M/W0 = 32Fп(0,5 lв + с)/(πdп3) ≤ [σ].
В этих уравнениях:
dп — диаметр пальца;
lв — длина втулки;
с — осевой зазор между полумуфтами.
Допустимое давление для резины принимают [р] = (2,0…2,5) МПа, а допустимое напряжение изгиба для пальцев [σ] = (60…70) МПа.
Если МУВП работает в условиях радиального смещения валов, то возникает добавочная радиальная нагрузка на валы. Усреднённое значение этой нагрузки можно определить по соотношению
Fm = (0,5…0,6)Mр/D.
Работа МУВП сопровождается потерями энергии, которые можно оценить КПД =0,96…0,98.